# クリスチャンスボー城
クリスチャンスボー城（クリスチャンスボーじょう、デンマーク語:Christiansborg Slot）は、デンマーク、コペンハーゲンの中心部、スロッツホルメン島にある宮殿である。この城はデンマーク王室および政府の迎賓館として使われているほか、国会議事堂や内閣府、最高裁判所など、デンマークの三権に関する施設がおかれていることでも知られる。1794年および1884年に二度の火災に遭い、バロック様式、新古典主義様式、ネオ・バロック様式の3つの建築様式が共存している。

## 宮殿建設の歴史
中世、スロッツホルメン島にアブサロン司教が建てた城塞が今日のクリスチャンスボー城の前身である。同司教はこのほかにも2つに城塞を建設したが、そのいずれも「クリスチャンスボー」という名で知られている。その後に建てられたコペンハーゲン城とともに、現在、その一部はクリスチャンスボー城の地下において遺跡として見学することができる。

### アブサロンの城
中世デンマークの歴史家サクソ・グラマティクスの記述によれば、1167年、ロスキレの司教アブサロンがコペンハーゲン湾の小島（今日のスロッツホルメン島）に城を建設した。城は石灰岩の帳壁に囲まれていた。今日、クリスチャンスボー城の地下に残る遺跡の発掘調査では、城壁の内部に住居や樫の幹をくりぬいて作った井戸の跡などが見つかっている。井戸跡には大理石の建物の断片も発見されており、教会の一部だったのではないかと推測されている。
アブサロンの城は200年にわたって存続したが、その間、スラブ系民族のソルブ人海賊やハンザ同盟による攻撃をしばしば受けた。1369年、城はヴァルデマー4世と敵対していたハンザ同盟に奪われる。エーレスンド海峡における貿易において、かねてより城の存在を煙たがっていた同盟都市側は、石工を送り込んで石という石を解体し、城を破壊した。

### コペンハーゲン城
アブサロンの城の跡を土で埋め立て、新たに建設されたのがコペンハーゲン城である。城は帳壁と堀とで囲まれ、入り口には大きく堅固な塔があった。城はロスキレ司教の所有物であったが1417年にエーリク・ア・ポンメルンがこれを奪い、以降、デンマーク王家の所有となった。
城は何度も建て替えられている。例えばクリスチャン4世は、牢獄として知られた通称「青の塔」に尖塔を付け加えた。1720年代のフレデリク4世の改築では重みに耐えかね、城壁が崩落した。このため、1730年に次の王として即位したクリスチャン6世は、コペンハーゲン城を壊し、新しい城の建設を開始する。これがクリスチャンスボー城である。

### クリスチャンスボー城
クリスチャンスボー城は2度の火災によっておよそ3つの時代に分けることができる。城の名前の由来となったクリスチャン6世が作らせたのがクリスチャンスボー城（第1期）である。1733年に着工したバロック様式のこの城はデンマーク王室の人々の居城となったが、1794年の火災で失われ、今日、見ることのできるこの時期の建物は厩舎のみとなった。
王室の人々がアマリエンボー城を仮の居城としている間、デンマーク人建築家ハンセン（Christian Frederik Hansen）がクリスチャンスボー城（第2期）の改築に着手した。改築工事は1803年から1828年にかけて行なわれ、城はアンピール様式に生まれ変わる。しかしフレデリク6世以降はアマリエンボー城がデンマーク王室の主な居城となったため、クリスチャンスボー城は王家の人々の楽しみの場、立法や行政機関がおかれる城となった。1884年、城は2度目の火災に見舞われチャペルを残して焼失した。
1907年から1928年にかけてクリスチャンスボー城の再建が行なわれた。これがネオ・バロック様式のクリスチャンスボー城（第3期）である。この再建工事の最中にアブサロンの城やコペンハーゲン城の遺跡が発見され、今日にいたっている。

## 城内の施設

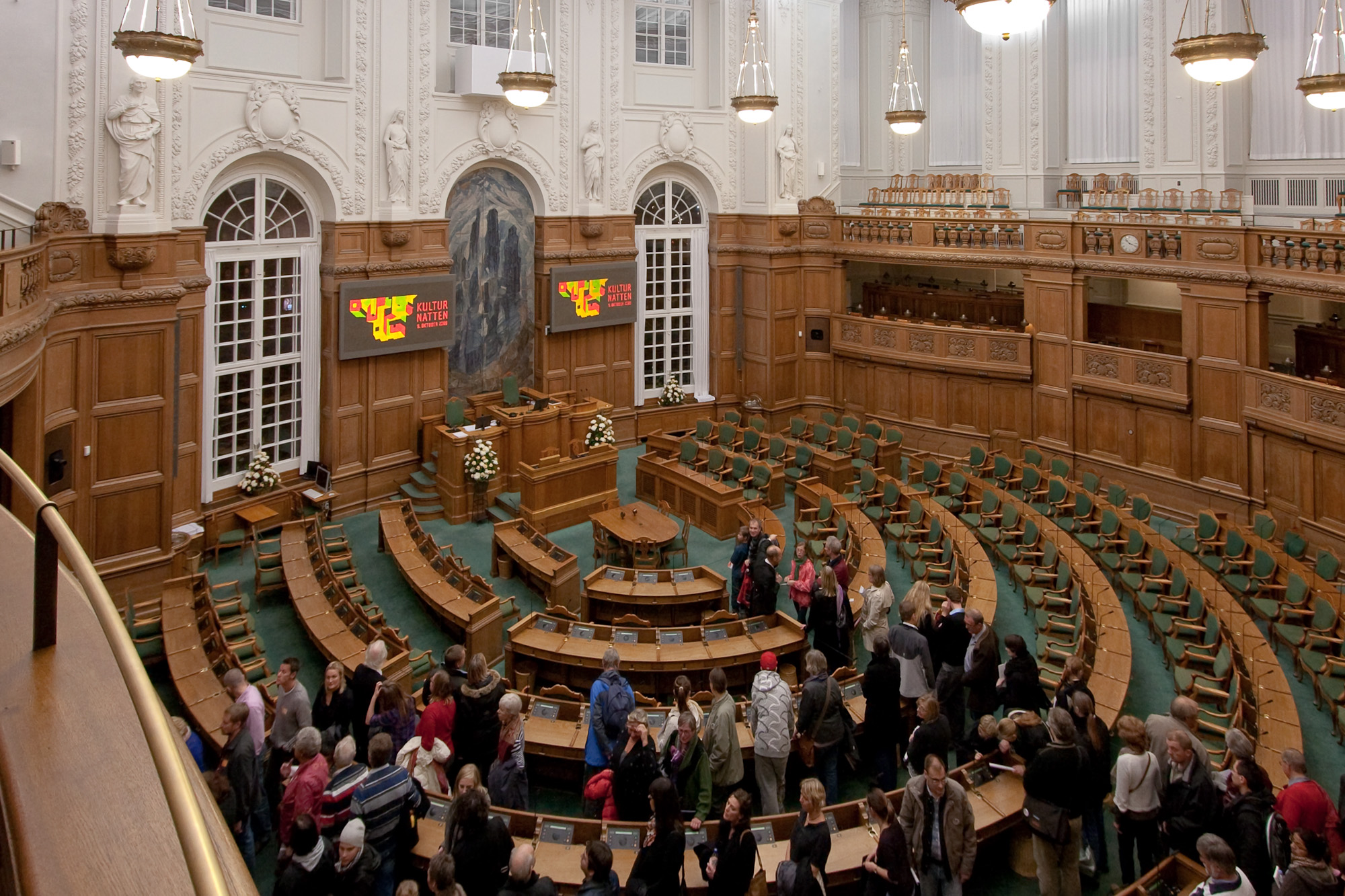
フォルケティング議事堂

クリスチャンスボー城の内部には、謁見の間や図書室、チャペルのほか、国会議事堂や最高裁判所、首相執務室などがある。
謁見の間要人の謁見、晩餐会などが行なわれる。
チャペルハンセンのチャペル。王室の結婚式などさまざまな儀式が行なわれる。1992年に火災にあったが修復された。
厩舎クリスチャンスボー城最初期からの建物。2階には宮廷劇場があったが現在は演劇博物館となっている。
大理石の橋とパヴィリオンロココ様式。
王立図書館の庭宮殿と隣接する王立図書館とを結ぶ庭園。中央にキェルケゴールの像がある。